# 小行星4590
小行星4590（4590 Dimashchegolev）是一颗绕太阳运转的小行星，为主小行星带小行星。该小行星于1968年7月25日发现。

## 轨道参数
小行星4590的轨道半长轴为2.3723907 UA，离心率为0.182。